# Ral·li Safari

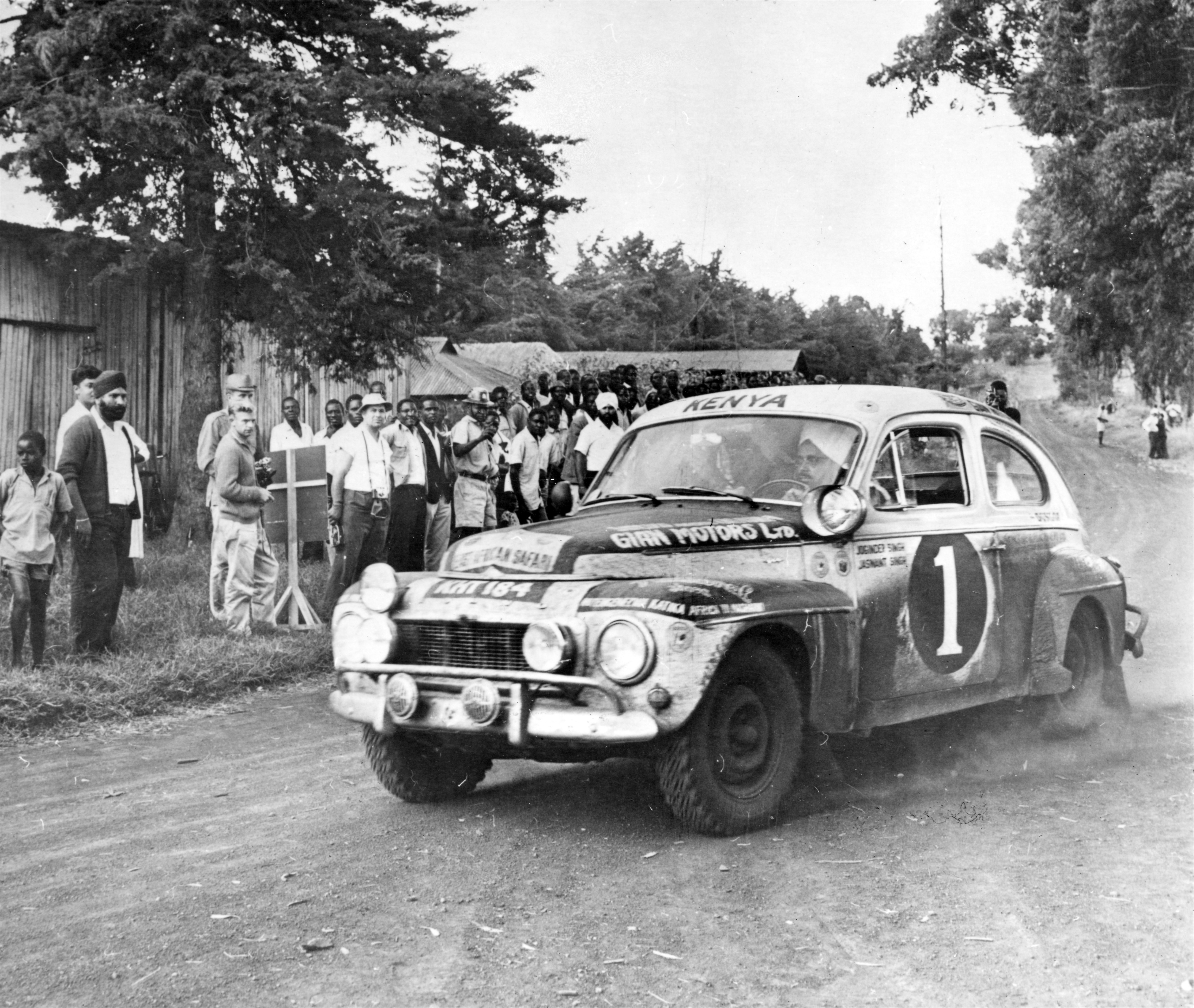
Els germans Singh amb el Volvo PV 544 a l'edició de 1965

El Ral·li Safari, oficialment Safari Rally, és un ral·li que es disputa a l'Àfrica, actualment a Kenya, si bé històricament era repartit entre Kenya, Uganda i l'actual Tanzània (antiga Tanganyika).
Ha estat considerat el ral·li més dur de tota la història del Campionat Mundial de Ral·lis, de fet, històricament la seva configuració ha estat més similar a la d'un ral·li raid que a un ral·li. La inexistència de trams cronometrats, disputats en carreteres obertes, la duresa de les condicions climatològiques i la presència de múltiples obstacles com altres vehicles, animals i persones, fan del Safari una prova diferent a la resta.
El Ral·li Safari ha estat una prova habitual i històrica dins del Campionat Mundial de Ral·lis, del qual formà part fins al 2003, quan en fou exclòs per manca de finançament, Des del 2003, el ral·li passà a integrar el Campionat Africà de Ral·lis, organitzat per la FIA, retornant al Campionat del Món per l'any 2020. Malauradament, l'esclat de la pandèmia de la covid-19 va provocar que finalment el ral·li fos cancel·lat, retornant finalment al WRC a la temporada 2021, aprofitant aquest retorn per readaptar el ral·li a les normatives estandarditzades del Campionat Mundial modernes, amb el que va perdre una part de la seva essència.
Pel que fa a victòries, el pilot local Shekhar Mehta és el competidor amb major número de victòries en aquesta prova amb un total de cinc. També caldria destacar que el pilot local Carl Tundo ha guanyat en cinc ocasions el Ral·li Safari, si bé aquestes mai s'han produït dins del Campionat Mundial de Ral·lis. El pilot europeu amb major nombre de victòries al Ral·li Safari és el suec Björn Waldegård amb tres victòries.

## Guanyadors
A 2 d'abril de 2024
| Any  | Edició                         | Pilot                                 | Copilot                        | Cotxe                                                       | Camp.          | Ref.   |
| ---- | ------------------------------ | ------------------------------------- | ------------------------------ | ----------------------------------------------------------- | -------------- | ------ |
| 1953 | 1st East African Safari Rally  | Alan Dix                              | Johnny Larsen                  | Volkswagen Beetle                                           |                |        |
| 1954 | 2nd East African Safari Rally  | Vic Preston                           | Marwaha                        | Volkswagen Beetle                                           |                |        |
| 1955 | 3rd East African Safari Rally  | Vic Preston                           | Marwaha                        | Ford Zephyr                                                 |                |        |
| 1956 | 4th East African Safari Rally  | Eric Cecil                            | Tony Vickers                   | DKW                                                         |                |        |
| 1957 | 5th East African Safari Rally  | Gus Hofmann                           | Arthur Burton                  | DKW                                                         |                |        |
| 1958 | 6th East African Safari Rally  | Arne Kopperud · Morris Temple-Boreham | Kora Kopperud · Mike Armstrong | Ford Zephyr II (Lion class) Auto Union 1000 (Leopard class) |                |        |
| 1959 | 7th East African Safari Rally  | Bill Fritschy                         | Jack Ellis                     | Mercedes-Benz 190                                           |                |        |
| 1960 | 8th East African Safari Rally  | Bill Fritschy                         | Jack Ellis                     | Mercedes-Benz 190                                           |                |        |
| 1961 | 9th East African Safari Rally  | John Manussis                         | Bill Coleridge · David Beckett | Mercedes-Benz 220SE                                         |                |        |
| 1962 | 10th East African Safari Rally | Tommy Fjastad                         | Bernhard Schmider              | Volkswagen 1200                                             |                |        |
| 1963 | 11th East African Safari Rally | Nick Nowicki                          | Paddy Cliff                    | Peugeot 404                                                 |                |        |
| 1964 | 12th East African Safari Rally | Peter Hughes                          | Bill Young                     | Ford Cortina GT                                             |                |        |
| 1965 | 13th East African Safari Rally | Joginder Singh                        | Jaswant Singh                  | Volvo PV 544                                                |                |        |
| 1966 | 14th East African Safari Rally | Bert Shankland                        | Chris Rothwell                 | Peugeot 404                                                 |                |        |
| 1967 | 15th East African Safari Rally | Bert Shankland                        | Chris Rothwell                 | Peugeot 404                                                 |                |        |
| 1968 | 16th East African Safari Rally | Nick Nowicki                          | Paddy Cliff                    | Peugeot 404                                                 |                |        |
| 1969 | 17th East African Safari Rally | Robin Hillyar                         | Jock Aird                      | Ford Taunus 20M RS                                          |                |        |
| 1970 | 18th East African Safari Rally | Edgar Herrmann                        | Hans Schüller                  | Datsun 1600 SSS                                             | IMC            |        |
| 1971 | 19th East African Safari Rally | Edgar Herrmann                        | Hans Schüller                  | Datsun 240Z                                                 | IMC            |        |
| 1972 | 20th East African Safari Rally | Hannu Mikkola                         | Gunnar Palm                    | Ford Escort RS1600                                          | IMC            |        |
| 1973 | 21st East African Safari Rally | Shekhar Mehta                         | Lofty Drews                    | Datsun 240Z                                                 | WRC            |        |
| 1974 | 22nd East African Safari Rally | Joginder Singh                        | David Doig                     | Mitsubishi Lancer 1600 GSR                                  | WRC            |        |
| 1975 | 23rd Safari Rally              | Ove Andersson                         | Arne Hertz                     | Peugeot 504                                                 | WRC            |        |
| 1976 | 24th Safari Rally              | Joginder Singh                        | David Doig                     | Mitsubishi Lancer 1600 GSR                                  | WRC            |        |
| 1977 | 25th Safari Rally              | Björn Waldegård                       | Hans Thorszelius               | Ford Escort RS1800                                          | WRC            |        |
| 1978 | 26th Safari Rally              | Jean-Pierre Nicolas                   | Jean-Claude Lefèbvre           | Peugeot 504 V6 Coupé                                        | WRC            |        |
| 1979 | 27th Safari Rally              | Shekhar Mehta                         | Mike Doughty                   | Datsun 160J                                                 | WRC            |        |
| 1980 | 28th Safari Rally              | Shekhar Mehta                         | Mike Doughty                   | Datsun 160J                                                 | WRC            |        |
| 1981 | 29th Safari Rally              | Shekhar Mehta                         | Mike Doughty                   | Nissan Violet GT                                            | WRC            |        |
| 1982 | 30th Marlboro Safari Rally     | Shekhar Mehta                         | Mike Doughty                   | Nissan Violet GT                                            | WRC            |        |
| 1983 | 31st Marlboro Safari Rally     | Ari Vatanen                           | Terry Harryman                 | Opel Ascona 400                                             | WRC            |        |
| 1984 | 32nd Marlboro Safari Rally     | Björn Waldegård                       | Hans Thorszelius               | Toyota Celica TCT                                           | WRC            |        |
| 1985 | 33rd Marlboro Safari Rally     | Juha Kankkunen                        | Fred Gallagher                 | Toyota Celica TCT                                           | WRC            |        |
| 1986 | 34th Marlboro Safari Rally     | Björn Waldegård                       | Fred Gallagher                 | Toyota Celica TCT                                           | WRC            |        |
| 1987 | 35th Marlboro Safari Rally     | Hannu Mikkola                         | Arne Hertz                     | Audi 200 Quattro                                            | WRC            |        |
| 1988 | 36th Marlboro Safari Rally     | Miki Biasion                          | Tiziano Siviero                | Lancia Delta Integrale                                      | WRC            |        |
| 1989 | 37th Marlboro Safari Rally     | Miki Biasion                          | Tiziano Siviero                | Lancia Delta Integrale                                      | WRC            |        |
| 1990 | 38th Marlboro Safari Rally     | Björn Waldegård                       | Fred Gallagher                 | Toyota Celica GT-4 ST165                                    | WRC            |        |
| 1991 | 39th Martini Safari Rally      | Juha Kankkunen                        | Juha Piironen                  | Lancia Delta Integrale 16V                                  | WRC            |        |
| 1992 | 40th Martini Safari Rally      | Carlos Sainz                          | Luis Moya                      | Toyota Celica Turbo 4WD                                     | WRC            |        |
| 1993 | 41st Trustbank Safari Rally    | Juha Kankkunen                        | Juha Piironen                  | Toyota Celica Turbo 4WD                                     | WRC            |        |
| 1994 | 42nd Trustbank Safari Rally    | Ian Duncan                            | David Williamson               | Toyota Celica Turbo 4WD                                     | WRC            |        |
| 1995 | 43rd Safari Rally              | Yoshio Fujimoto                       | Arne Hertz                     | Toyota Celica Turbo 4WD                                     | 2LWC           |        |
| 1996 | 44th Safari Rally              | Tommi Mäkinen                         | Seppo Harjanne                 | Mitsubishi Lancer Evo III                                   | WRC            |        |
| 1997 | 45th Safari Rally              | Colin McRae                           | Nicky Grist                    | Subaru Impreza WRC                                          | WRC            |        |
| 1998 | 46th Safari Rally              | Richard Burns                         | Robert Reid                    | Mitsubishi Carisma GT Evo IV                                | WRC            |        |
| 1999 | 47th Safari Rally              | Colin McRae                           | Nicky Grist                    | Ford Focus WRC                                              | WRC            |        |
| 2000 | 48th Sameer Safari Rally       | Richard Burns                         | Robert Reid                    | Subaru Impreza WRC                                          | WRC            |        |
| 2001 | 49th Safari Rally              | Tommi Mäkinen                         | Risto Mannisenmäki             | Mitsubishi Lancer Evo 6.5                                   | WRC            |        |
| 2002 | 50th Inmarsat Safari Rally     | Colin McRae                           | Nicky Grist                    | Ford Focus RS WRC 02                                        | WRC            |        |
| 2003 | 51st KCB Safari Rally          | Glen Edmunds                          | Titch Phillips                 | Mitsubishi Lancer Evo VI                                    | ARC            |        |
| 2004 | 52nd KCB Safari Rally          | Carl Tundo                            | Tim Jessop                     | Subaru Impreza 555                                          | ARC            |        |
| 2005 | 53rd KCB Safari Rally          | Glen Edmunds                          | Des Page-Morris                | Mitsubishi Lancer Evo VII                                   | ARC            |        |
| 2006 | 54th KCB Safari Rally          | Azar Anwar                            | George Mwangi                  | Mitsubishi Lancer Evo VI                                    | ARC            |        |
| 2007 | 55th KCB Safari Rally          | Conrad Rautenbach                     | Peter Marsh                    | Subaru Impreza WRX STI                                      | IRC, ARC       |        |
| 2008 | 56th KCB Safari Rally          | Lee Rose                              | Piers Daykin                   | Mitsubishi Lancer Evo IX                                    | ARC            |        |
| 2009 | 57th KCB Safari Rally          | Carl Tundo                            | Tim Jessop                     | Mitsubishi Lancer Evo IX                                    | IRC, ARC       |        |
| 2010 | 58th KCB Safari Rally          | Lee Rose                              | Piers Daykin                   | Mitsubishi Lancer Evo IX                                    | ARC            |        |
| 2011 | 59th KCB Safari Rally          | Carl Tundo                            | Tim Jessop                     | Mitsubishi Lancer Evo IX                                    | ARC            |        |
| 2012 | 60th KCB Safari Rally          | Carl Tundo                            | Tim Jessop                     | Mitsubishi Lancer Evo IX                                    | ARC            |        |
| 2013 | 61st KCB Safari Rally          | Baldev Chager                         | Ravi Soni                      | Mitsubishi Lancer Evo X                                     | ARC            |        |
| 2014 | 62nd KCB Safari Rally          | Baldev Chager                         | Ravi Soni                      | Mitsubishi Lancer Evo X                                     | ARC            |        |
| 2015 | 63rd KCB Safari Rally          | Singh Chatthe Jaspreet                | Panesar Gurprofundo            | Mitsubishi Lancer Evo X                                     | ARC            |        |
| 2016 | 64th KCB Safari Rally          | Singh Chatthe Jaspreet                | Panesar Gurprofundo            | Mitsubishi Lancer Evo X                                     | ARC            |        |
| 2017 | 65th KCB Safari Rally          | Tapio Laukkanen                       | Gavin Laurence                 | Subaru Impreza WRX STI                                      | ARC            |        |
| 2018 | 66th KCB Safari Rally          | Carl Tundo                            | Tim Jessop                     | Mitsubishi Lancer Evo X                                     | ARC            |        |
| 2019 | 67th KCB Safari Rally          | Baldev Chager                         | Ravi Soni                      | Mitsubishi Lancer Evo X                                     | ARC            |        |
| 2020 | Edició suspesa                 | Edició suspesa                        | Edició suspesa                 | Edició suspesa                                              | Edició suspesa |        |
| 2021 | 68th KCB Safari Rally          | Sébastien Ogier                       | Julien Ingrassia               | Toyota Yaris WRC                                            | WRC            |        |
| 2022 | 69th Safari Rally Kenya        | Kalle Rovanperä                       | Jonne Halttunen                | Toyota GR Yaris Rally1                                      | WRC            |        |
| 2023 | 70th Safari Rally Kenya        | Sébastien Ogier                       | Vincent Landais                | Toyota GR Yaris Rally1                                      | WRC            | [ 13 ] |
| 2024 | 71th Safari Rally Kenya        | Kalle Rovanperä                       | Jonne Halttunen                | Toyota GR Yaris Rally1                                      | WRC            | [ 14 ] |